# Ignacio Díaz Caneja
Ignacio Díaz-Caneja y Sosa (Oseja de Sajambre, León, 31 de julio de 1779 - 20 de noviembre de 1856), sacerdote español que fue Obispo de Oviedo (Asturias). 

## Biografía
Hermano de Joaquín Díaz-Caneja y Sosa, ministro de Gracia y Justicia durante el segundo gobierno de Francisco Javier de Istúriz, senador perpetuo del reino y sobrino de Don Luis de Sosa y Tovar, militar y héroe de la Guerra de la Independencia en León.
Se trasladó a vivir a Valladolid, donde estudió Teología y Filosofía, doctorándose en la primera y obteniendo una cátedra en la segunda en la misma Universidad vallisoletana, hasta que fue llamado por el obispo Cuadrillero (1777-1800) a León para impartir clase en el Seminario Diocesano de San Froilán, donde permaneció de 1796 a 1802.
En 1802, D. Ignacio pasó a encargarse de la parroquia leonesa de Villabalter hasta 1834, año en el que fue nombrado Deán de la Catedral de Oviedo. En 1836 fue elegido gobernador eclesiástico de la misma diócesis.
El 17 de enero de 1848 fue nombrado Obispo de Oviedo, siendo ordenado el 16 de julio de 1848. Falleció el 20 de noviembre de 1856.
Entre el legado que dejó D. Ignacio destaca la fundación del Seminario Diocesano de Oviedo en 1851 y la construcción de iglesia parroquial de Oseja, terminada en 1855 y costeada por él. De igual forma dejó para Sajambre 6.000 reales y una renta anual que se repartía periódicamente entre los vecinos, así como una gran cantidad de dinero destinado a la conservación de los caminos del municipio.